# صاریغ پهلوسرخ آمازون
صاریغ پهلوسرخ آمازون (نام علمی: Monodelphis glirina) نام یک گونه از سرده تک‌زهدان‌ها است.